# Bomba de tiempo

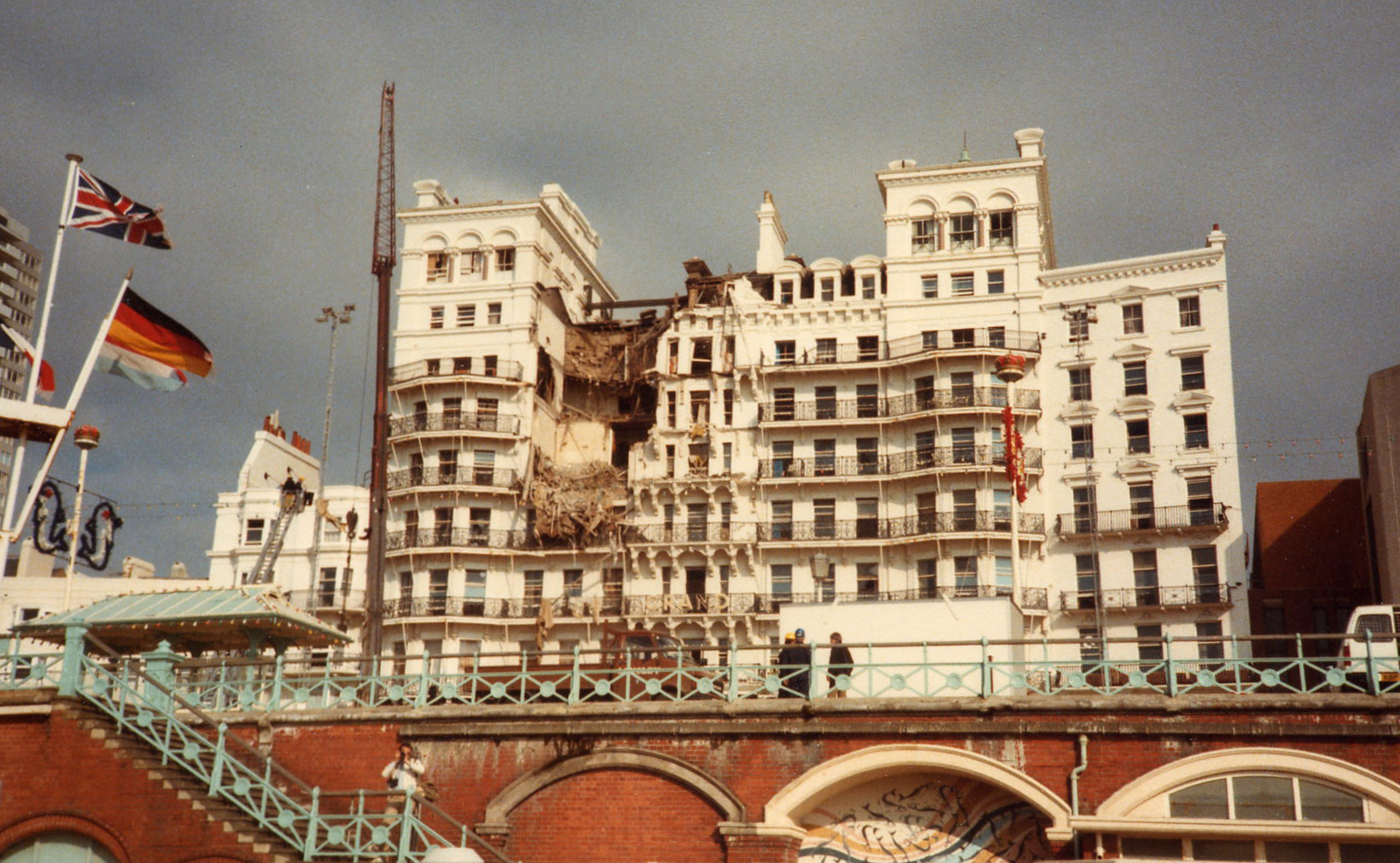
Secuelas del atentado del Grand Hotel en Brighton (1984) contra la primera ministra británica Margaret Thatcher, que consistió en una bomba de tiempo colocada en el hotel un mes antes de su detonación. Thatcher escapó del daño, aunque fallecieron 5 personas y otras 31 resultaron heridas.

Una bomba de tiempo o bomba de relojería es una bomba cuya detonación es activada por un temporizador. Se han usado para varios propósitos, como fraudes al seguro, atentados terroristas, asesinatos, sabotajes y la guerra. Son una característica popular en las películas de suspense y de acción, ya que ofrecen una forma de impartir un sentido dramático de urgencia.

## Construcción

Diagrama de una bomba de tiempo simple en forma de bomba de tubo.

La carga explosiva es el componente principal de cualquier bomba, y constituye la mayor parte de su tamaño y peso. Es el elemento dañino de la bomba (junto con cualquier fragmento o  metralla que la explosión podría producir con su contenedor u objetos vecinos). La carga explosiva es detonada por un detonador.
El mecanismo de sincronización de una bomba de tiempo puede fabricarse profesionalmente, ya sea por separado o como parte del dispositivo, o se puede improvisar a partir de un temporizador doméstico común, como un reloj despertador, un reloj de muñeca, un temporizador digital de cocina o una computadora portátil. El temporizador se puede programar para contar hacia adelante o hacia atrás (generalmente esto último, de forma que la bomba detone cuando se agota el tiempo).

## Tipos
Los tipos de bombas de tiempo incluyen:
- Bomba de acción retardada (bombas lanzadas por aviones con un retraso para aumentar el daño o la disrupción)
- Explosivo improvisado (bombas caseras con un retraso para permitir que escape la persona que coloca la bomba)
- Mina lapa (que un buzo se encarga de pegar a una naves enemiga)